# DLH.Net
DLH.Net ist eine Computerspielewebsite auf der Nachrichten, Tests, Lösungshilfen und Let’s Plays aggregiert werden. Zudem verfügt die Seite über ein Internetforum und tritt als Key-Reseller über einen Web-Shop auf.

## Geschichte
Dirty Little Helper englisch für dreckiges kleines Helferlein kurz (DLH) begann 1994 als Software in der Komplettlösungen und Cheats für Computerspiele archiviert waren, die als Beilage auf Heft-CDs von Computerspielemagazinen vertrieben wurde. 2013 stellte man das Konzept von einem Datenbankprogramm, das lokal installiert wird, auf eine Website um. Begründet wurde sowohl die Dokumentation als auch die Website von Bernd Wolffgramm, der 2014 verstarb. 2016 wurde durch eine Sicherheitslücke im verwendeten vBulletin-Forum Nutzerdaten sowie 9,1 Millionen Lizenzschlüssel für Steam entwendet, die dort getauscht wurden.